# Magnus Mörner
Magnus Mörner (31 de marzo de 1924 - 12 de abril de 2012) fue un hispanista sueco.
Director de la Biblioteca y del Instituto de Estudios Iberoamericanos de la Escuela de Ciencias Económicas de Estocolmo, ha dado gran número de conferencias sobre temas españoles y americanos y es autor de The political and economic activities of the Jesuits in the La plata region (1953).
Mörner fue profesor en Estados Unidos, de 1963 a 1969 y desde 1975 a 1981, y en la Universidad de Gotemburgo entre 1982 y 1990.
- Datos: Q5477282